# Silent Hill: Origins
Silent Hill: Origins o Silent Hill: Zero (サイレントヒル ゼロ?, Sairento Hiru: Zero) in giapponese, è un videogioco della serie Silent Hill, quinto della serie, per PlayStation Portable uscito in Europa il 16 novembre 2007. È stata sviluppata in seguito anche una versione per PlayStation 2 uscita in Europa 6 mesi dopo.
Questo nuovo capitolo della saga non è un remake, ma un prequel, ossia un capitolo che tratta avvenimenti antecedenti a quelli narrati nel primo Silent Hill. È possibile visitare luoghi già visti nei precedenti episodi, come ad esempio l'Alchemilla Hospital, così come incontrare alcuni personaggi chiave già apparsi nel primo Silent Hill.

## Trama
Il protagonista Travis Grady è alla guida del suo camion dopo una faticosa giornata di lavoro, quando decide di prendere una scorciatoia che passa per Silent Hill. All'improvviso vede passarsi davanti una sinistra figura che lo costringe a fermarsi. Così decide di scendere dal camion per dare un'occhiata in giro, ma tutto è strano e innaturale e una folta nebbia ricopre tutto. Dopo un po' giunge davanti ad una casa completamente in fiamme e capisce che quella che vedeva non era nebbia ma cenere e fumo, per cui Travis, dopo aver sentito le urla di una bimba all'interno, dovrà entrare, cercare e salvare Alessa Gillespie; una volta fuori Travis sviene all'improvviso, al suono della sirena dei soccorsi, e al risveglio si ritrova sdraiato su una panchina nella città di Silent Hill, vicino all'Alchemilla Hospital, dove dovrebbe essere Alessa, poiché durante l'incendio si era ustionata tutto il corpo. Da qui comincia la sinistra avventura. Appena iniziata l'esplorazione conosce il dottor Michael Kaufmann che non risponde alle sue domande e mette ancora più confusione nel suo cuore. Così comincia ad indagare per rispondere alle domande che lo tormentano. Travis "imparerà" a passare, tramite gli specchi, da una dimensione all'altra della città di Silent Hill: una nebbiosa e abbandonata, e l'altra buia, infestata da mostri e caratterizzata dalle ambientazioni arrugginite, bruciate, coperte di grate e insanguinate, ovvero l'Otherworld.
Il susseguirsi degli eventi porterà Travis ad andare a fondo alla faccenda per aiutare Alessa, e scoprire perché quella località gli sembra così familiare, e a dissotterrare le sue origini e affrontare il suo doloroso passato. Affronterà il ricordo di sua madre, che conosceva il mondo al di là dello specchio, per questo considerata pazza e rinchiusa nel manicomio di Silent Hill. Affronterà, nel teatro di Silent Hill, il triste ricordo di Alessa di uno spettacolo teatrale shakespeariano. Giunto al Motel, affronterà prima la sinistra figura del Macellaio che lo perseguita e poi il ricordo di suo padre, il quale prendeva una stanza con Travis quando venivano a trovare la madre in manicomio. Travis ricorderà la morte di sua madre per mano di suo padre, che a sua volta si suicidò impiccandosi nella stanza 500. Alessa aiuterà Travis, donando dopo la sconfitta di ogni boss un pezzo del Flauros. L'ultimo pezzo lo riceverà subito dopo, nel sotterraneo dell'ospedale. Confuso e arrabbiato con Alessa ricompone il Flauros, liberandola dal potere che l'oscuro Ordine, formato dalla madre Dahlia Gillespie, dal dr. Kaufmann e da altri adepti, esercita su di lei. Ora che Silent Hill gli ha permesso di regolare i conti con i suoi demoni interiori e il suo passato, è pronto per arrivare in fondo alla questione. Catapultato in una Silent Hill alternativa e mostruosa, Travis dovrà precipitarsi al negozio d'antiquariato di Dahlia, il cui interrato ospita la Chiesa dell'Ordine. Al suo arrivo, l'Ordine sta compiendo il rituale per far nascere il Dio impiantato in Alessa. Travis lo affronta in combattimento e lo sconfigge intrappolandolo infine nel Flauros. Alessa scinderà la sua parte buona, sotto forma di una neonata.

### Finali
Silent Hill: Origins può terminare in tre diverse maniere, a seconda del comportamento tenuto durante il gioco.
- Good - Travis riesce a fuggire da Silent Hill, e a lasciarsi finalmente alle spalle il suo passato. Prima di partire vedrà nello specchio retrovisore un'Alessa sorridente con in braccio una neonata. Ciò ci porta all'inizio di Silent Hill, dove Harry e sua moglie trovano una neonata abbandonata. Dahlia e Kaufmann sono increduli per la disfatta, ma Dahlia rassicura il dottore che la parte buona ritornerà, richiamata dalla sofferenza della sua controparte malvagia, ovvero quella parte di Alessa accecata dalla rabbia per il dolore che ha patito. Per ottenere questo finale bisogna cercare di non uccidere molti mostri (fuggire dai mostri per strada, non ucciderli tutti nei livelli)
- Bad - Travis si risveglia nella realtà alternativa, all'ospedale, legato ad una branda. Si ricorderà delle voci di sua madre, suo padre e un uomo alla reception del motel, che implorano pietà e vengono comunque trucidati. L'apice della scena sarà vedere Travis con le mani macchiate di sangue scuotere la testa e diventare The Butcher, per poi tornare normale. Al che capisce di essere sempre stato lui Il Macellaio e aver ucciso i propri genitori. Vede il proprio riflesso di assassino nella realtà nebbiosa, attraverso lo specchio, e non riesce più a liberarsi, destinato a rimanere intrappolato per sempre. Per ottenere questo finale bisogna uccidere molti nemici (uccidere tutti quelli del Cedar Grove, dell'Alchemilla, del teatro e del Motel e ucciderne molti per strada)
- UFO - In questo finale satirico, Travis viene convinto dagli alieni ad andare via con loro e un cane, insieme al suo camion. Per ottenere questo finale bisogna finire il gioco, ricominciarlo e trovare la chiave della stanza 502 su delle scale che portano a degli appartamenti di fronte all'Alchemilla Hospital.

In base al finale ottenuto si possono sbloccare armi e 3 costumi diversi, in totale i costumi sono 14 e ci sono 3 armi segrete.

## Personaggi principali
- Travis Grady - Travis, il protagonista del gioco, è un camionista dall'oscuro passato, che rimane bloccato a Silent Hill a causa di un incidente. La sua avventura lo porterà a scoprire i risvolti del suo travagliato passato. Mentre attraversa Silent Hill per raggiungere più velocemente la sua destinazione, capita davanti a una casa incendiata, dove vivono Dahila ed Alessa Gillespie. Dopo aver salvato la vita ad Alessa dall'incendio, si ritrova nella cittadina di Silent Hill, davanti all'ospedale Alchemilla, dove incontra Michael Kaufmann. Nel corso del gioco, viene costretto a ricordare le orribili tragedie del suo passato: la madre, Helen che soffriva di gravi disturbi psichici, sostenendo di vedere degli esseri tramite gli specchi, e che suo figlio fosse un demone. Il padre di Travis, Richard, la fece ricoverare nella Casa di Cura Cedar Grove. Nel finale Good, Travis sconfigge il Demone con successo e il desiderio di Alessa viene realizzato. La bambina quindi divide la sua anima e nasce così Cheryl. Travis appare anche in Silent Hill: Homecoming mentre dà un passaggio ad Alex Shepherd a Shepherd's Glen.
- Alessa Gillespie - Alessa viene salvata da Travis all'inizio del gioco, mentre la sua casa è in fiamme. Spingerà Travis ad intraprendere il suo viaggio e ad aiutarla per sigillare il Dio Samael.
- Michael Kaufmann - Dottore dell'Alchemilla Hospital invischiato nelle vicende del culto e nel traffico di droga.
- Lisa Garland - Giovane infermiera dell'Alchemilla Hospital. Sembrerebbe l'unica persona che mantiene un briciolo di lucidità in una città di pazzia.
- Dahlia Gillespie - Madre di Alessa, colei che ha bruciato la figlia per nutrire il dio del culto che la piccola ha impiantato in grembo.

## Boss
- Straight Jacket - Questo mostro non è un vero e proprio boss, ma compare all'ospedale Alchemilla come semi-boss da sconfiggere per ottenere l'Oggetto del Passato. Dopodiché comparirà ovunque.
- The memory of Helen Grady - Questo boss è, come detto dal nome, la creatura che rappresenta il ricordo di Travis che ha per la madre, rinchiusa in un manicomio. L'aspetto è abbastanza semplice, una persona con la bocca aperta più del normale rinchiusa in una struttura che ricorda una campana. I suoi attacchi sono facilmente evitabili e basta sparare dagli angoli della stanza per sconfiggerla.
- Caliban - Il boss del teatro Arthaud, si trova nell'otherworld dello specchio del palco, dopo aver piazzato le scenografie giuste nel mondo nebbioso. Come detto sopra, è molto grande e lento e con il fucile da caccia si può sconfiggere facilmente.
- The Butcher - Questo boss è molto somigliante a Pyramid Head, la creatura che perseguiterà James Sunderland in Silent Hill 2, solo che la struttura piramidale è molto più piccola e il coltello è diverso. Verrà incontrato da Travis molto prima dello scontro, durante la prima visita alla macelleria e dopodiché lascerà numerose tracce che indicano il suo passaggio come cadaveri smembrati di altri mostri, per poi venir visto nuovamente in una stanza del Riverside Motel; Lo scontro avviene nella cucina del Motel. Questo boss è molto forte e un solo colpo del suo coltello può danneggiare seriamente Travis, quindi il combattimento ravvicinato è da scartare. Meglio sparare dalla distanza con armi pesanti, ma bisogna fare attenzione a non farsi chiudere in un angolo, perché in quel caso Travis è spacciato.
- The memory of Richard Grady - Esattamente come per Helen Grady, questo mostro è il ricordo di Travis per il padre morto. Questo mostro è attaccato a una parete, ed è diviso in tre sezioni, una centrale, che sarebbe la testa e due laterali, con cui può colpire usando dei tentacoli. Dalla testa invece può far partire un proiettile d'acido difficilmente evitabile e molto potente. Considerando che la zona di combattimento è molto stretta, e che il boss non può muoversi, è meglio usare armi potenti come il fucile da caccia o il Redentore.
- Demon - Questo demone è il boss finale del gioco, ma nonostante questo la sua identità è sconosciuta, potrebbe essere Samael, o comunque qualcosa che lo rappresenta. Rispetto agli altri boss, questo è abbastanza grande e pericoloso, ma nonostante tutto la vasta area di lotta ci permette di muoverci molto, e quindi di evitare gli attacchi infuocati particolarmente pericolosi, ma per il resto, è sufficiente stargli lontano e usare il fucile d'assalto per avere la meglio.

## Modalità di gioco
Lo scopo del gioco è di aiutare Travis Grady, il protagonista, a risolvere il mistero di Alessa Gillespie (La bambina che stava per morire nell'incendio all'inizio del gioco e personaggio conosciuto dai fan della serie). Questo lo porterà a conoscere anche il passato che lo turbava e che aveva rimosso dalla sua mente. Prima di iniziare a giocare, viene consigliato di utilizzare le cuffie e giocare a luci spente per un'esperienza di gioco più coinvolgente, infatti il protagonista esplorerà spesso luoghi bui e tetri, circondato da numerosi mostri. Travis potrà difendersi con delle armi che troverà in giro, come cacciaviti, bisturi, coltelli, mazzette e anche armi da fuoco e potrà equipaggiarle dal menu, oppure utilizzando le croci direzionali per equipaggiare le armi in tempo reale. Alcune armi più pesanti, come TV portatili, possono essere lanciate contro i nemici. Gli scontri possono anche essere evitati spegnendo la torcia elettrica e schivando i mostri, anche se ci saranno degli scontri inevitabili contro i boss.
Travis sarà in grado di orientarsi nelle località che visiterà grazie alle mappe che si trovano all'interno di esse, e per procedere, spesso dovrà risolvere degli enigmi. Il livello di difficoltà non è selezionabile.

## Accoglienza
La rivista Play Generation diede al gioco un punteggio di 93/100, trovandolo angosciante come Silent Hill 2 per PS2, e tra grafica, trama, enigmi e combattimenti, Origins si classificava tra i migliori giochi PSP. La stessa testata lo reputò un titolo che univa azione e atmosfera, nonché un punto di riferimento per gli amanti del genere.